# Victor Barsokevitsch

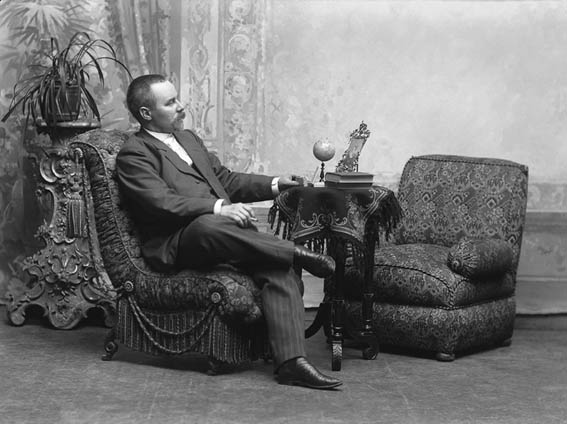
Victor Barsokevitsch.

Victor Barsokevitsch, född 22 november 1863 i Helsingfors, död där 6 mars 1933, var en finländsk fotograf. 
Barsokevitsch var en av den finländska fotokonstens pionjärer. Han bodde största delen av sitt liv i Kuopio, där han öppnade en ateljé 1887, och förevigade under fyra decennier invånarna och livet i staden med omgivningar. I Kuopio kulturhistoriska museum förvaras 70 000 glasplåtar från åren 1893–1927, en av de största negativsamlingarna i landet. Han fotograferade personliga och ofta humoristiska porträtt i sin ateljé. Hans modeller tillhörde alla samhällsklasser och ålderskategorier. Från 1887 till sekelskiftet 1900 finns även ett stort antal landskaps- och miljöfotografier, och från 1890-talet verkade han också som pressfotograf. 
Barsokevitsch deltog aktivt i bland annat teaterlivet i Kuopio, som han även dokumenterat med sin kamera, och var medlem av stadsfullmäktige. Han var med om att grunda Finlands fotografers förbund 1897 och Suomen valokuvaajain liitto 1919. I det hus vid Kuninkaankatu där hans ateljé var inrymd i över trettio år finns i dag ett fotocentrum som bär hans namn. 